# Espoir Banlieues
Le plan Espoir Banlieues - Une dynamique pour la France, préparé par la secrétaire d'État Fadela Amara, est une mesure relative à la politique de la ville, présentée par le président Nicolas Sarkozy le 22 janvier 2008 à Vaulx-en-Velin.
Pour sa mise en place, ce plan s'appuie sur la mobilisation des ministères au niveau national : chacun élaborait sur trois ans un programme de mobilisation de ses services en faveur des quartiers défavorisés.

## Objectifs
L'objectif global était la réduction des écarts entre les quartiers considérés comme abandonnés et l'ensemble du territoire.
- Éducation
  - Généralisation des « écoles de la deuxième chance » (dont les Établissements pour l'insertion dans l'emploi, EPIDE)
  - Création d'« internats d'excellence »
  - Le « busing » pour favoriser la mixité sociale

- Emploi
  - « Contrat d'autonomie » pour plus de 100 000 jeunes sans emploi de moins de 26 ans[2].
  - Embauche de 11 500 jeunes pour 2008 en CDD ou CDI

- Désenclavement
  - 500 millions d'euros sont prévus pour désenclaver les quartiers sensibles. En 2008, l'État se dit prêt à y financer, à hauteur de 220 millions d'euros, « au moins quatre projets spécifiques dont le Tramway T4 vers Clichy-Montfermeil, le T11, le T12 et la liaison RER D/RER B (Barreau de Gonesse) »[3].

- Sécurité
  - Déploiement de 4 000 policiers supplémentaires dans les quartiers dits « sensibles ».

- Associations
  - Garantir le financement

- Mise en œuvre
  - Nomination d'un représentant de l'État par quartier dès le 1er septembre 2008.

## Évaluation
Son évaluation a fait l'objet de la réunion du CIV du 20 janvier 2009. 11 500 jeunes ont été embauchés en CDD et CDI en 2008 dans le cadre de ce plan.

## Critiques
Parfois présenté comme un « plan Marshall » pour la banlieue, il n'a pas obtenu les financements nécessaires. Le Canard enchaîné rapporte dans son édition du 27 mai 2009 que « lors du vote du budget, en décembre [2008], le gouvernement […] a sucré une bonne partie des aides accordées aux entreprises installées en zones franches urbaines […] l'un des seuls dispositifs dont tout le monde s'accordait à dire qu'il fonctionnait vraiment ! ».